# Mycophagie

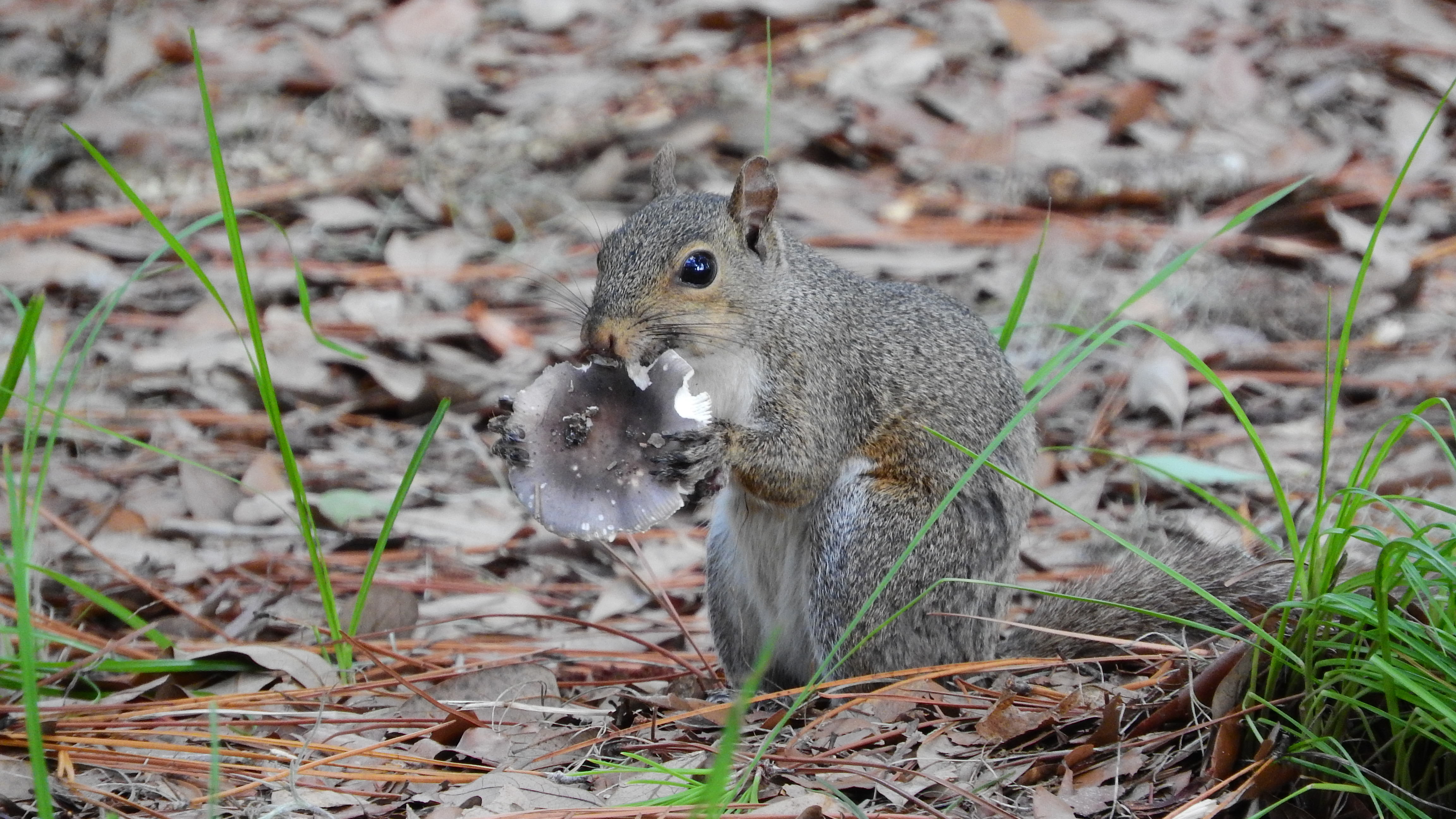
Sciurus carolinensis en plein repas

La mycophagie est un régime alimentaire à base de champignons ou de spores de champignons. Les animaux sont qualifiés de mycophages, mycétophages ou encore fongivores. Les êtres humains s'adonnant à la recherche de champignons sauvages pour la consommation, et les amateurs de champignons cultivés sont dits mycophages (casseroleurs ou casseroliers) ou, plus largement, mycophiles s'ils prennent plaisir à les déterminer et retenir leurs noms latins, qui est une des premières étapes au statut de mycologue amateur. Quant aux champignons se nourrissant d'autres champignons, ils sont dits mycoparasites et ne sont pas partie prenante de la mycophagie à proprement parler.

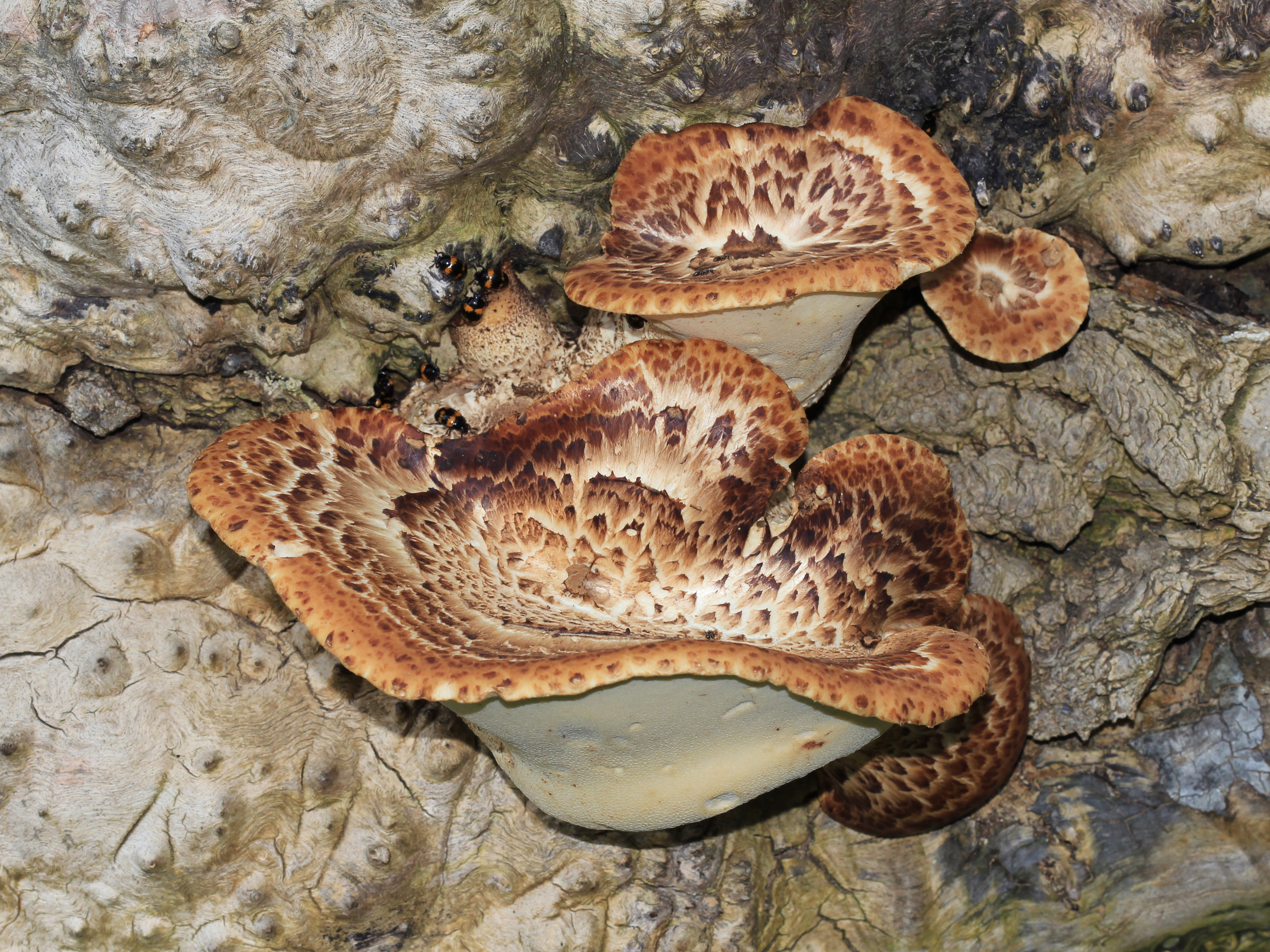
Diaperis boleti se délectant de Polyporus squamosus

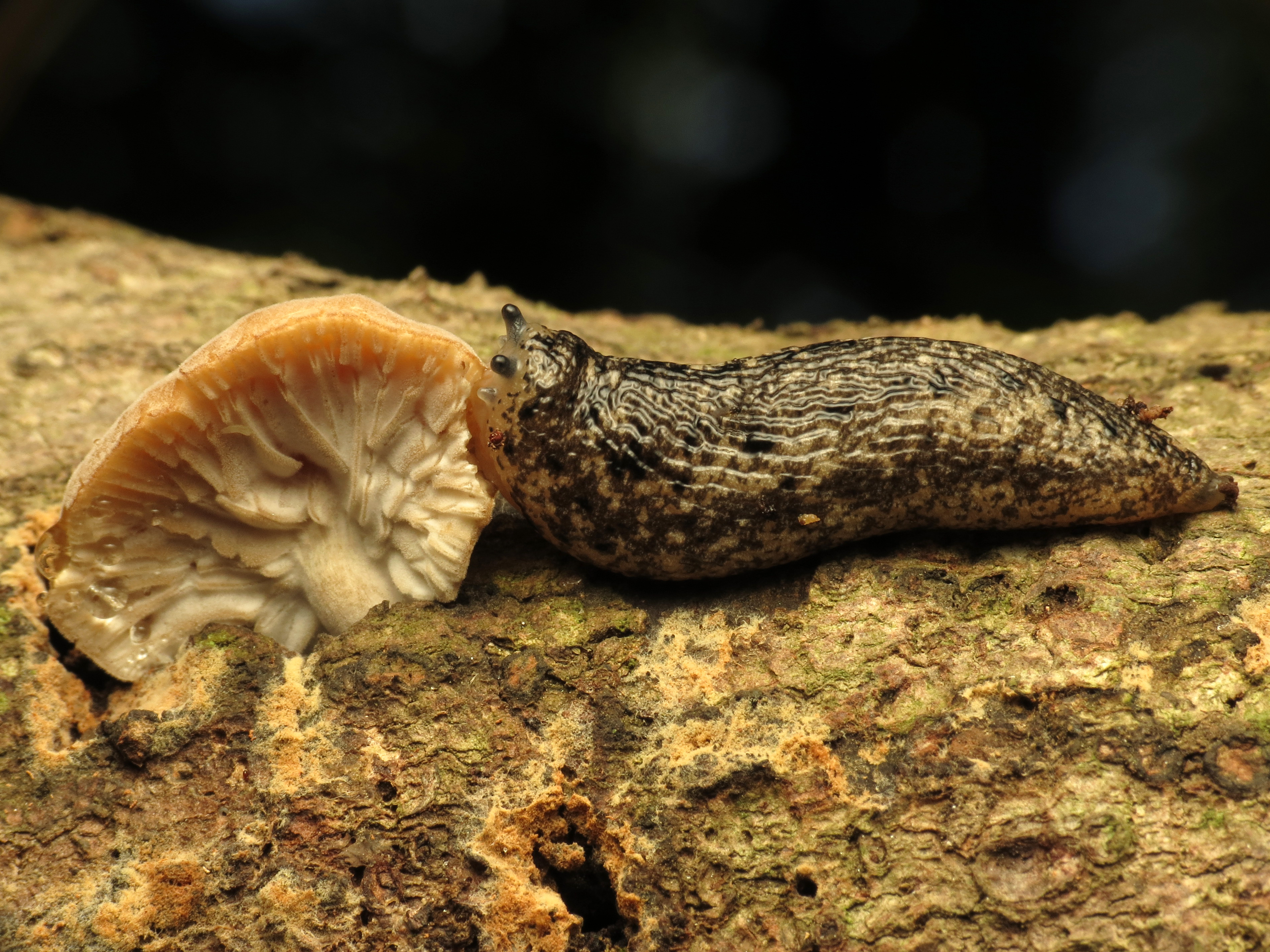
Limace en pleine mycophagie

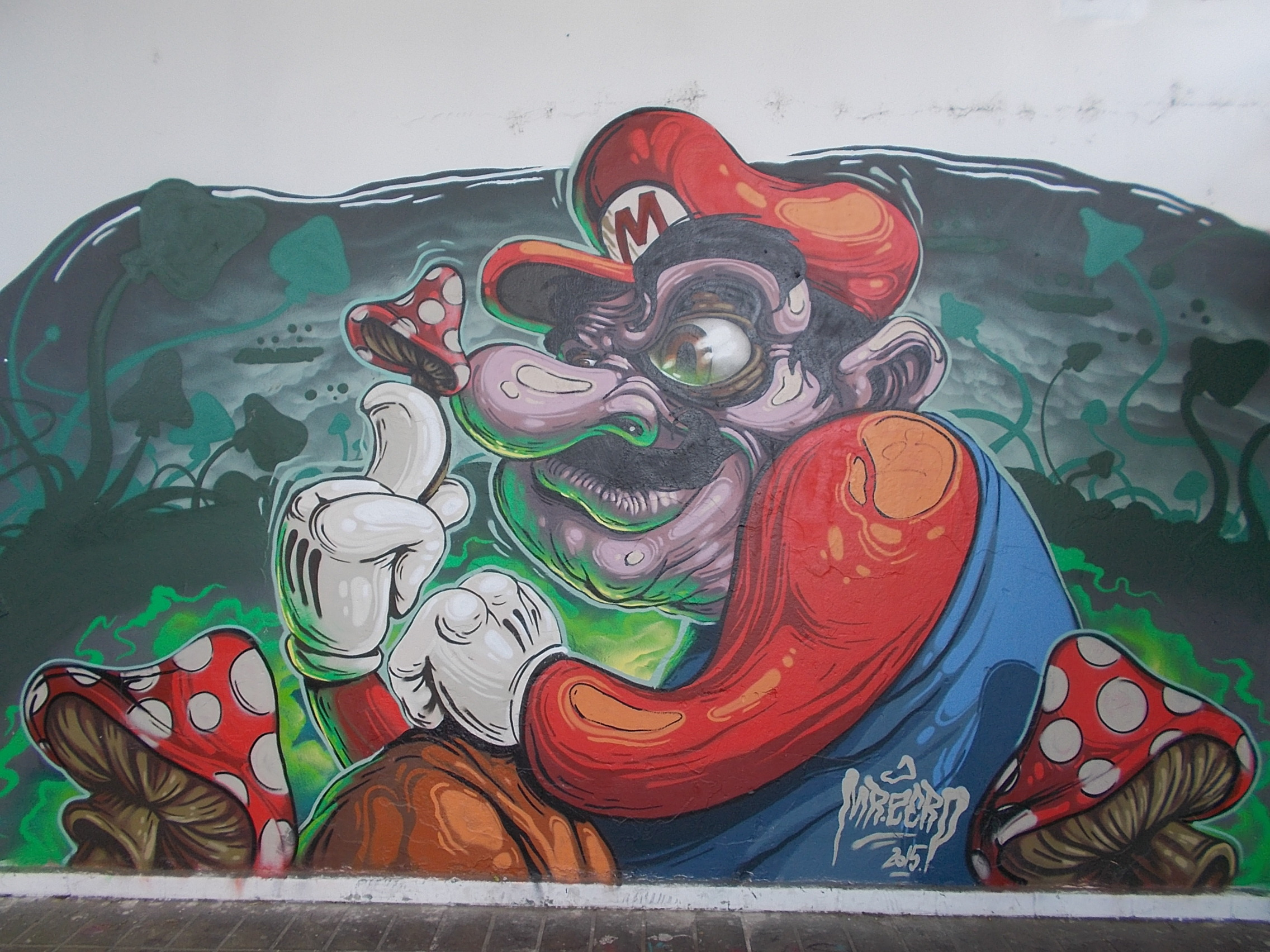
Mario, un mycophage notoire

## Types de mycophages
Les animaux qui se nourrissent de champignons peuvent être classés en quatre groupes selon l'importance des champignons dans leur régime alimentaire :
- les mycophages obligatoires, les moins nombreux, sont entièrement ou presque entièrement dépendants des champignons et ne consomment une autre nourriture (lichens par exemple) que durant de très courtes périodes ;
- les mycophages préférentiels préfèrent les champignons, mais consomment également d'autres types d'aliments ;
- les mycophages opportunistes mangent occasionnellement des champignons lorsqu'ils sont disponibles ;
- les mycophages accidentels ingèrent involontairement des champignons ou des spores en consommant d'autres types de nourriture ou en ingérant du sol.

## La mycophagie chez les invertébrés
Les insectes (notamment les Coléoptères et les Diptères caractérisés par la très forte odeur qu'ils dégagent), les nématodes, les lombrics, les mollusques et les acariens consomment des champignons. Certaines espèces de fourmis, dites fourmis coupe-feuille ou fourmis champignonnistes (Atta et Acromyrmex), et de termites cultivent même des champignons pour s'en nourrir.

## La mycophagie chez les vertébrés
De nombreuses espèces mycophages sont recensées parmi les oiseaux, les micromammifères et les primates, sans oublier l'Homme. En Afrique centrale, les champignons représentent une part non négligeable de l'alimentation de certaines populations.
La fructification des champignons étant irrégulière et saisonnière, rares sont les vertébrés exclusivement mycophages, notamment en zone tempérée, mais de nombreuses espèces en consomment épisodiquement de grandes quantités. L'écureuil roux par exemple est un grand consommateur de truffe du cerf quand il en trouve (jusqu'à 80 % du contenu de ses crottes sont alors des spores de ce champignon dont la fructification est toujours souterraine). L'écureuil contribue ainsi à disperser ses spores. En enterrant des glands et noisettes dans leurs emplacements, il facilite la mycorhization et ainsi le développement des arbres.